# Berezan (otok)
Berezan (ukr. Береза́нь; starogrčki: Boristen (Borysthenes); bivši tur. Pirezin) je otok u Crnom moru na ulazu u Dnjeparsko-buški liman. Administrativno pripada Mikolajivskom rajonu (Mikolajivska oblast, Ukrajina). Smješten 8 kilometara od grada Očakiva i 4 kilometra od ljetovališta Ribakivka. Često ga se brka s umjetnim otokom Pervomajski koji se nalazi unutar Dnjeparsko-bugskog ušća. Otok Berezan mjeri otprilike 900 metara dužine 320 metara širine, visina sjevernog dijela je 3-6 metara, južni dio je 21 metara. Od kopna (s kojim je možda davno bio povezan) dijeli ga oko milju i pol plitke vode. Berezan je sastavni dio povijesnog i arheološkog rezervata Nacionalne akademije znanosti Ukrajine "Olvia". Otok je nenaseljen. Ljeti ovdje rade arheološke ekspedicije IA NASU i Državnog muzeja Ermitaž. Arheološko nalazište se redovito uništava zbog neovlaštenih iskapanja.

## Povijest
Berezan je bio dom jedne od najranijih grčkih kolonija (vjerojatno poznate kao Boristen, prema grčkom nazivu Dnjepra) u sjevernom crnomorskom području. Otok je prvi put naseljen sredinom 7. stoljeća pr. Kr. i uglavnom je napušten do kraja 5. stoljeća prije Krista, kada je Olbija postala dominantna kolonija u regiji. U 5. stoljeću prije Krista posjetio ga je Herodot kako bi prikupio podatke o sjevernom toku istoimene rijeke. Kolonija je napredovala zahvaljujući trgovini pšenicom sa skitskim zaleđem.
U srednjem vijeku otok je bio od velike vojne važnosti jer je kontrolirao ušće Dnjepra. Tijekom razdoblja Kijevske Rus'i bila je važna stanica na trgovačkom putu od Varjaga do Grka. Tamo su Varjazi prvi put došli u kontakt s Grcima.
Jedini runski natpis u južnoj Ukrajini, Runski kamen Berezan', pronađen je na otoku 1905., sada je izložen u Povijesnom muzeju u Odesi. Čini se da je natpis bio dio nadgrobne ploče nad grobom varjaškog trgovca s Gotlanda. Tekst glasi: "Grani je napravio ovaj trezor u spomen na Karla, svog partnera."
Kontrola nad ušćem (u istočnoslavenskim izvorima poznato kao Beloberezhye, ili Bijele obale) bila je sporna između Kijevske Rus'i i Bizanta tijekom više ratova. Naposljetku je je rus'ko-bizantskim ugovorom iz 944. propisano da Rus' može koristiti otok ljeti, bez uspostavljanja zimskih logora u ušću ili ugnjetavanja građana Hersonesa koji love ribu na obali. Ipak, po završetku rata Svjatoslava I. protiv Bizanta, ovom vladaru Rus'i bilo je dopušteno da evakuira svoje snage iz Dorostolona u Beloberežje, gdje su njegove trupe provele gladnu zimu 971/972.
Tijekom 14. i 15. stoljeća, kada je cijelo međuriječje Buga i Dnjestra bilo dijelom Velike kneževine Litve, malo je podataka o otoku, a već na prijelazu iz 15. u 16. stoljeće otokom je vladao Krimski Kanat, ali nije bila naseljena. U isto vrijeme Zaporoški kozaci su znali za otok i koristili ga za sidrenje brodova i odmor tijekom brojnih pomorskih putovanja.
Zaporoški kozaci oživjeli su Berezan kao utvrdu tijekom svojih pohoda protiv Krimskih Tatara i Osmanskog Carstva u 16. i 17. stoljeću. Nakon pada susjednog Očakova u ruke Rusa, otok je uključen s ostatkom Nove Rusije u Rusko Carstvo.
Mjesto grčke kolonije i njezine nekropole povremeno su iskopavani od 19. stoljeća; iako je lokalitet pretrpio eroziju (a grobnice i pljačku), iskopavanja su dala bogate nalaze (arhajska keramika, natpisi itd.).
U ožujku 1906. Pyotr Schmidt je pogubljen na Berezanu.
Tijekom Drugog svjetskog rata, otok je postao dio rumunjske gubernije Pridnjestrovlje, zajedno sa svim okrugom i gradom Očakivom.
Godine 2013. arheolozi su na otoku pronašli križ s enkolpionom iz kasnog 11. i početka 12. stoljeća, što je dokaz da je ovdje postojalo naselje za koje se pretpostavlja da je štitilo trgovački put od Varjaga do Grka.
Godine 2023. ukrajinska vlada izgradila je podzemno skladište za opskrbu streljivom na otoku kao odgovor na rusku invaziju zbog zabrinutosti od bombardiranja ruskih zračnih snaga.

## Galerija
- Arheološka istraživanja Boristenide na otoku
- apušteni svjetionici
- Obelisk u znak sjećanja na poručnika Schmidta
- Let iznad otoka Berezan u Cessni 150L

## Daljnje čitanje
- Krÿzhitskii, Sergej D. "O vrstama kuća na otoku Berezan", Drevne civilizacije od Skitije do Sibira, sv. 11, br 3/4. (2005), str. 181–197 (prikaz, stručni).
- Noonan, Thomas S. "Trgovina žitom sjevernog Crnog mora u antici", American Journal of Philology, sv. 94, br. 3. (1973), str. 231–242 (prikaz, stručni).
- Solovjov, Sergej L. Drevni Berezan: Arhitektura, povijest i kultura prve grčke kolonije u sjevernom Crnom moru (Colloquia Pontica; 4). Leiden: Brill Academic Publishers, 1999. (tvrdi uvez,ISBN 90-04-11569-2 ).
  - Recenzirala Balbina Baebler u Bryn Mawr Classical Review, 01.6.2000.
  - Recenzirala Sara Owen u The Journal of Hellenic Studies, sv. 121. (2001), str. 216–217 (prikaz, stručni).
- Solovyov, Sergey L. "Otok Berezan: glavne značajke za arheologiju"  Arhivirana inačica izvorne stranice od 5. ožujka 2009. (Wayback Machine), Sveučilište Bilkent. Glasilo Odjela za arheologiju i povijest umjetnosti, br. 3. (2004), str. 17–19 (prikaz, stručni).
- Solovyov, Sergei L. "Monetary Circulation and the Political History of Archaic Borysthenes", Ancient Civilizations from Scythia to Siberia, sv. 12, br 1/2. (2006), str. 63–75 (prikaz, ostalo).

## Vanjske poveznice
|  | Zajednički poslužitelj ima još gradiva o temi Berezan (otok) |